# Теннессийская армия (Север)
Теннессийская армия (англ. The Army of the Tennessee) — одна из полевых армий Союза на Западном Театре Гражданской войны в США и получила своё название от реки Теннесси. Её не стоит путать с Теннессийской армией Юга (Army of Tennessee), названной в честь штата Теннесси.

## История
В сентябре 1861 года бригадный генерал Улисс Грант, в ту пору ещё подчиненный Джона Фримонта, принял командование дистриктом "Юго-Восточная Миссури" и разместил свой штаб в Кейро (Иллинойс). Через несколько дней, после вторжения южан в Кентукки, Грант во главе небольшого отряда занял Падуку, чем воспрепятствовал дальнейшему продвижению противника. Этот небольшой отряд считается ядром будущей Теннессийской армии. Первым сражением этого формирования стало сражение при Бельмонте 7 ноября, когда Грант и Джон Макклернанд во главе 3 000 человек напали на лагерь противника. Сражение окончилось вничью, Грант потерял примерно 500 человек.
20 декабря войска Гранта перенесли небольшую реорганизацию, а в феврале 1862 года Грант начал боевые действия против форта Генри на реке Теннесси. В этот момент его армия насчитывала примерно 27 000 человек и состояла из дивизий Джона Макклернанда, Чарльза Смита и Лью Уоллеса. 6 февраля пал форт Генри, а 13 февраля форт Донелсон и его гарнизон в 15 000 человек сдался на условиях «безоговорочной капитуляции». Уже 14 февраля Грант оказывается во главе дистрикта Западная Теннесси. По этой причине его армия получает название «Армия Западной Теннесси», хотя её все чаще называют «Теннессийская армия».
В начале апреля 1862 года, перед сражением при Шайло Теннессийская армия Улиса Гранта насчитывала 48 900 человек, сведенных в 6 дивизий:
- Дивизия Джона Мак-Клернанда: бригады Абрама Хейра, Керрола Марша, Джулиуса Райта, + кавполк и 3 артбатареи
- Дивизия Уоллеса: бригады Джеймса Таттла, Джона Мак-Артура, Томаса Свиини, + 4 кавполка и 4 артбатареи.
- Дивизия Лью Уоллеса: бригады Моргана Смита, Джона Тайера, Чарльза Уиттлеси, + 2 кавполка и 2 артбатареи.
- Дивизия Стефана Харлбата: бригада Нельсона Уильямса, Джеймса Уитча, Джекоба Лаумана, + 1 кавполк и 3 артбатареи.
- Дивизия Уильяма Шермана: бригады Джона Мак-Доуэлла, Дэвида Стюарта, Джессе Хильдебрандта, Ральфа Бакланда, + кавполк и 2 артбатареи.
- Дивизия Бенжамена Прентисса: бригады Эверетта Пибоди, Мэдисона Миллера

Отдельно — восемь полков пехоты и артиллерии.